# Холодовский, Николай Иванович
Николай Иванович Холодовский (1851—1933) — русский военный деятель, генерал от артиллерии (1915).

## Биография
Брат И. И. Холодовский — генерал-лейтенант, начальник 29-й пехотной дивизии в 1907—1908 годах.
В службу вступил в 1869 году, в 1872 году после окончании Полтавского кадетского корпуса и Михайловского артиллерийского училища по I разряду произведён в подпоручики и поручики и выпущен в Киевскую крепостную артиллерию.
С 1875 году произведён в штабс-капитаны, в 1878 году произведён в капитаны. В 1877 году командир 4-й роты Кронштадтской крепостной артиллерии, с 1885 года командир Сводной № 5 батареи. В 1886 году произведён в подполковники, заведующий практическими занятиями. В 1893 году произведён в полковники с назначением командующим 3-го батальона Кронштадтской крепостной артиллерии. С 1898 года — командир Квантунской крепостной артиллерии.
В 1900 году «за отличие по службе» произведён в генерал-майоры с назначением начальником артиллерии Квантунской области.
С 1903 года помощник начальника артиллерии Приамурского военного округа. С 1904 года участник Русско-японской войны, состоял в распоряжении Главного артиллерийского управления, с этого же года состоял генералом для особых поручений при Дальневосточном наместнике адмирале Е. И. Алексееве. С 1905 года — начальник осадной артиллерии Маньчжурской армии.
В мае 1907 года «за отличие по службе» произведён в генерал-лейтенанты с назначением начальником артиллерии Одесского военного округа. С 1914 году участник Первой мировой войны. В 1915 году «за отличие» произведён в генералы от артиллерии. С января 1916 г. — начальник окружного артиллерийского управления ОдВО, а с февраля того же года привлечён к решению задач воздушной обороны того же военного округа, и. д. нештатного начальника ВО Одесского военного округа (06.1916 — 01.1917). В 1917 г. — начальник артиллерийского снабжения армий Румынского фронта.
После 1918 года в эмиграции. Умер 15 мая 1933 года в Лондоне.

## Винтовка Холодовского
На основании замечаний и предложений по конструкции винтовки Мосина образца 1891 года, внесенных после русско-японской войны, разработал предложения по изменению и модификации последней. Проект получил известность как «винтовка Холодовского». В массовое производство принята не была.